# وین بوکانان
وین بوکانان (انگلیسی: Wayne Buchanan؛ زادهٔ ۱۲ ژانویهٔ ۱۹۸۲) بازیکن فوتبال اهل بریتانیا است.
از باشگاه‌هایی که در آن بازی کرده‌است می‌توان به باشگاه فوتبال بلیث اسپارتانس، باشگاه فوتبال چسترفیلد، باشگاه فوتبال گیتزهد، و باشگاه فوتبال بولتون واندررز اشاره کرد.
وی همچنین در تیم ملی فوتبال زیر ۲۱ سال ایرلند شمالی بازی کرده‌است.